# Alyson Avenue
Alyson Avenue est un groupe suédois de rock. C'est dans ce groupe qu'a évolué Anette Olzon avant de rejoindre le groupe metal symphonique finlandais Nightwish.

## Les débuts
À sa création, le groupe était à l'origine pourvu d'un chanteur masculin, mais le remplace bientôt pour une jeune chanteuse suédoise, Anette Olzon, à l'origine recrutée pour les chœurs. Le groupe définit sa musique comme du rock mélodique, teinté de hard rock, de pop et même de soul.
En novembre 2000 sort le premier album d'Alyson Avenue, Presence of Mind, suivi en 2003 par Omega. 

## 2007-présent
Le 24 mai 2007, la chanteuse et leader du groupe, Anette Olzon, remplace officiellement la chanteuse Tarja Turunen dans le groupe Nightwish. Son départ provoque une période d'incertitudes pour Alyson Avenue, durant laquelle ses membres se penchent sur d'autres projets, notamment le projet de groupe Sapphire, dirigé par Thomas Bursell (ex-chanteur et leader du groupe Second Heat). 
En 2009, le groupe se reforme de justesse à la suite du recrutement d'une nouvelle chanteuse, Arabella Vitanc, et prépare un nouvel album nommé Changes, qui sort finalement en mai 2012. Après cet album, le guitariste Tony Rothla quitte à son tour le groupe, remplacé par Michael Nilsson.
Anette Olzon est revenue dans le groupe en 2015, jusqu'à sa dissolution en 2018.

## Membres
- Arabella Vitanc, chant
- Niclas Olsson, claviers
- Michael Nilsson, guitare
- Thomas Löyskä, guitare basse
- Fredrik Eriksso, batterie

### Anciens membres
- Tony Rohtla, guitare
- Patrik Svärd, guitare
- Kim Cederholm, guitare
- Anette Olzon, chant

## Discographie
- 2000 : Presence of Mind
- 2003 : Omega
- 2012 : Changes